# Аксагызкан
Аксагызкан (в верховье Аксазкан) — река в России, протекает по Онгудайскому району Республики Алтай. Устье реки находится в 57 км от устья Большой Сумульты по правому берегу. Длина реки составляет 28 км. В 7 км от устья слева впадает Карасазкан.

## Данные водного реестра
По данным государственного водного реестра России относится к Верхнеобскому бассейновому округу, водохозяйственный участок реки — Катунь, речной подбассейн реки — Бия и Катунь. Речной бассейн реки — (Верхняя) Обь до впадения Иртыша.